# Tecnología medieval

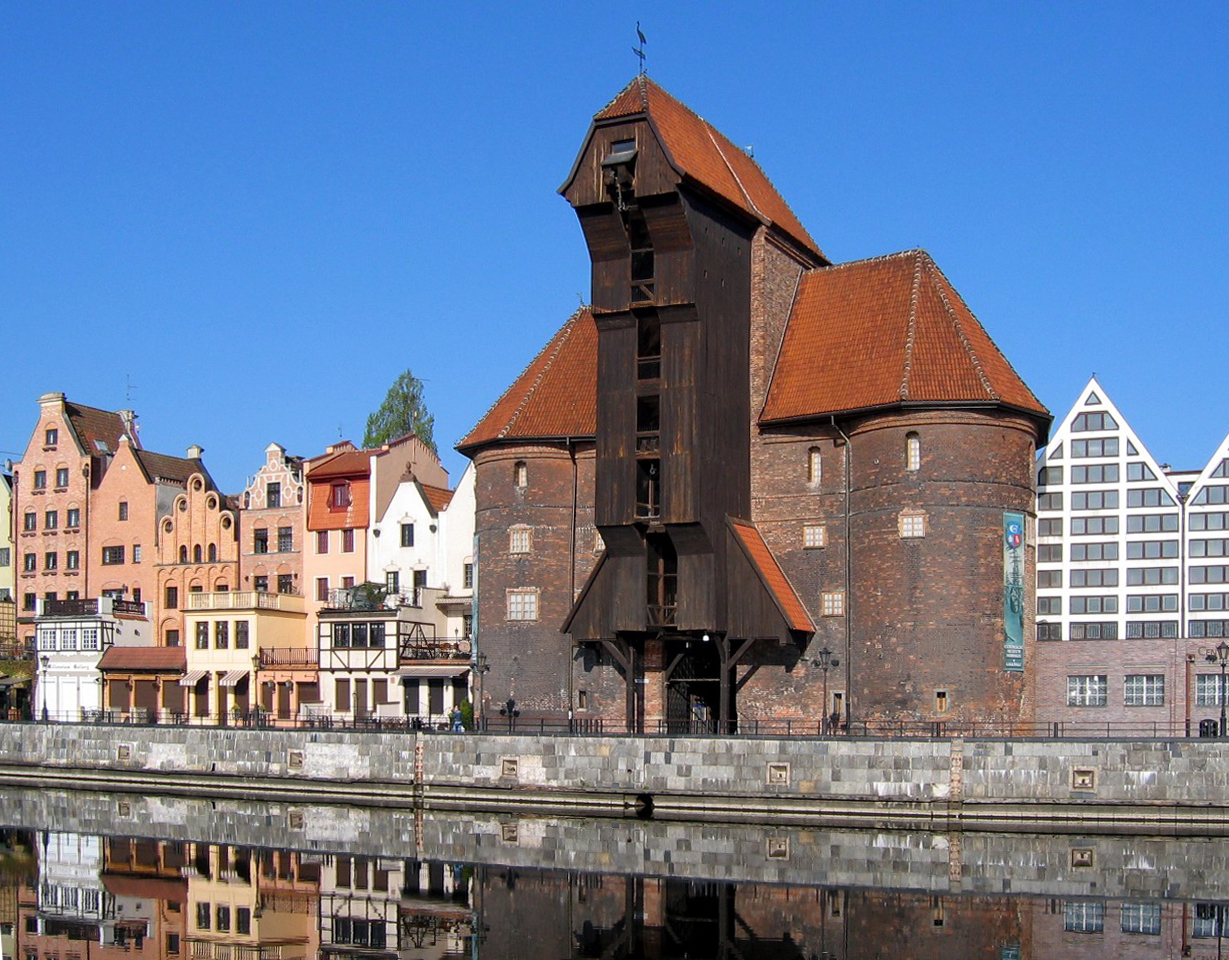
Grúa medieval de puerto para montar mástiles e izar cargas pesadas en el antiguo pueblo hanseático de Danzig.

La tecnología medieval se aplica a la tecnología utilizada en la Era medieval, particularmente, en la Europa bajo el dominio cristiano. Después del  Renacimiento del siglo XII, la Europa medieval experimentó un cambio radical en la tasa de inventos, innovaciones en las maneras de administrar las medidas tradicionales de producción, y el crecimiento económico. El período experimentó avances tecnológicos importantes, incluyendo la adopción de la pólvora, la invención de los molinos de viento horizontales, gafas, relojes mecánicos y molinos de agua, técnicas de construcción (estilo gótico, castillos medievales), y mejoras en la agricultura en general (rotación de cultivos).

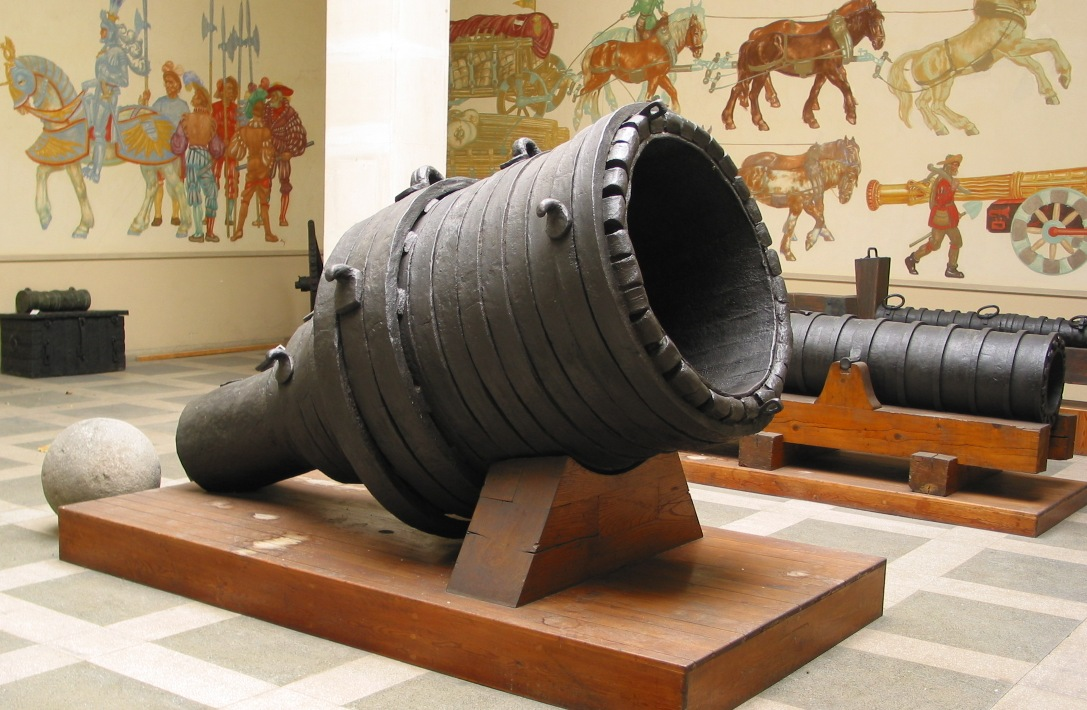
Pumhart von Steyr, un súper cañón forjado con hierro en el.

El desarrollo de los molinos de agua desde sus orígenes fue notable y amplio, y comprendió desde la agricultura a los aserraderos, para madera y piedra. Hacia el año 1086 cuando se publica el Libro Domesday, la mayoría de los pueblos importantes contaban con molinos rotatorios, totalizando unos 6500 en Inglaterra. También se empleaba mucho la energía hidráulica en la minería para levantar la mena de los pozos, partir la mena e incluso para propulsar los fuelles.
Los avances tecnológicos europeos y del mundo en el siglo XIV fueron desarrollados a partir de técnicas arraigadas en el mundo medieval, originados en antecedentes Antigua Roma romanos y bizantinos, o adaptados de intercambios multiculturales producto de redes comerciales con el mundo islámico, China y la India. A menudo, el aspecto revolucionario no fue el acto de invención en sí mismo, sino en su refinamiento tecnológico y aplicación al poder político y económico. Aunque la pólvora había sido utilizada por los chinos durante mucho tiempo, fueron los europeos los que desarrollaron y perfeccionan su potencial militar, precipitando la expansión europea y finalmente el imperialismo de la era moderna.
También se realizaron importantes avances en la tecnología marítima. Los avances en la construcción naval incluyeron los barcos con múltiples mástiles con velas latinas, el timón montado al codaste y la construcción del casco comenzando por el armazón. Estos desarrollos junto con nuevas técnicas náuticas como la brújula seca, la vara de Jacob y el astrolabio, permitieron el control económico y militar de todos mares adyacentes a Europa y también permitieron los logros náuticos a nivel mundial de la era de los descubrimientos que estaba naciendo. El mar es un único sitio especial.
A comienzos del siglo XV, la invención por parte de Gutenberg de la imprenta mecánica hizo posible una diseminación del conocimiento a una población más amplia, que conduciría no solo a una sociedad gradualmente más igualitaria, sino a una mejor preparada para dominar otras culturas, inspirada por una gran reserva de conocimiento y experiencia. Los dibujos y bosquejos de los ingenieros-artistas Guido da Vigevano y Villard de Honnecourt de finales del Medioevo pueden ser considerados como antecesores de las obras renacentistas de creadores tales como Taccola o da Vinci.

## Tecnologías civiles
A continuación, se presenta una lista de diversas tecnologías medievales. Se indica la fecha aproximada o primera mención de la tecnología en la Europa medieval. Las tecnologías a menudo eran producto de intercambios culturales y la fecha y sitio de las invenciones primigenias no se presenta (véase las referencias para una historia detallada de cada una de ellas). Esto se llevó a cabo en el siglo X.

### Agricultura
- El arado pesado (siglos V al VIII), con rueda y un vertedero, aparece por primera vez en tierras eslavas. Luego es introducido en el norte de Italia (en el valle del Po) y para el siglo VIII estaba en uso en la zona del Rin. Un elemento esencial en el uso eficiente de las tierras ricas, pesadas y a menudo húmedas del norte de Europa, su uso permitió transformar en cultivables zonas de bosques y pantanos
- Lúpulo (siglo XI): Agregado a la cerveza, su importancia radica principalmente en su capacidad para preservarla y aumentar su transportabilidad con el consiguiente beneficio sobre el comercio.
- Collar para caballos (siglos VI al IX): Una serie de evoluciones desde el arnés clásico de la Antigüedad, pasando por el arnés de pecho con correas del siglo VI hasta el collar para caballos del siglo IX, permitieron aumentar la potencia de tracción y arrastrar arados más pesados.
- Herraduras (siglo IX): Permitieron a los caballos adaptarse a terrenos duros en Europa (rocas, montañas) y transportar cargas más pesadas. Posiblemente conocidas por los romanos y celtas desde el año 50 a. C.
- Prensa de vino (siglo XII): Es la primera aplicación práctica de aplicar presión sobre una superficie plana. Es el principio que luego se utiliza en la imprenta.

### Arquitectura y construcción
- Pozo artesiano (1126): Una barra delgada con una punta de hierro duro en su extremo es colocada en un pozo y golpeada un gran número de veces con una maza, la presión del agua subterránea fuerza al agua a emerger por el agujero sin necesidad de bombearla. Los pozos artesianos deben su nombre al pueblo de Artois en Francia, en donde en 1126 los monjes cartujos realizaron el primer pozo.

- Calefacción central mediante canales en el piso (siglo IX): A comienzos del Medioevo en las tierras altas alpinas, se originó un sistema de calefacción central simple, en el cual el calor era conducido a través de una serie de canales debajo del piso desde la sala del horno. Este sistema reemplazó al hipocausto romano en algunos sitios. En la abadía de Reichenau se ha encontrado una red de canales interconectados por debajo del piso de un gran salón de 300 m² donde se congregaban los monjes durante el invierno. Se ha calculado que la eficiencia del sistema era de un 90%.[2]

- Bóveda de crucería (siglo XII): Un elemento esencial en el desarrollo de la arquitectura gótica. Permitió por primera vez construir bóvedas sobre espacios rectangulares. Además facilitó en gran medida el armado de andamios. Reemplazo en gran medida a la bóveda de arista antigua.

- Puente de arco segmentado (1345): El Ponte Vecchio en Florencia es considerado el primer puente de arco segmentado de la Europa medieval.

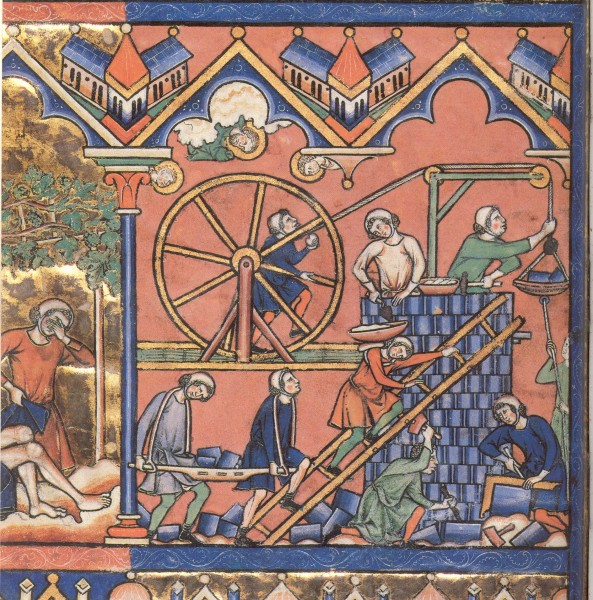
Grúa de rueda

- Grúa de rueda (hacia 1220): La primera referencia a una grúa de rueda en la literatura se remonta a 1225 en Francia,[3] seguida por una descripción iluminada en un manuscrito probablemente de origen también francés fechado hacia 1240.[4] Además de grúas de rueda (accionadas por una persona que caminaba por su interior), cabrestantes eran empleados para darle potencia a las grúas.[5]

- Grúa de puerto fija (1244): Las grúas de puerto fijas son consideradas un desarrollo de la Edad Media, su primer uso documentado se remonta a 1244 en Utrecht.[6] La grúa de puerto típica era una estructura pivotante provista de dobles ruedas de accionamiento por personas. Las había de dos tipos:  grúas de pórtico pivotantes sobre un único eje vertical y grúas con torres de piedra que alojaban the windlass y ruedas de accionamiento con solo un brazo y techo rotatorio.[7] Estas grúas se ubicaban a la vera de los muelles para la carga y descarga de bultos, donde reemplazaron o complementaron otros métodos antiguos tales como balancines, malacates y vergas.[6] Permitían una rotación de la carga y por lo tanto era especialmente apropiada para el trabajo en los muelles data de 1340.[8]

- Grúa flotante: Además de las grúas fijas, las grúas flotantes que podían ubicarse de manera flexible en toda la zona del puerto comenzaron a ser utilizadas hacia el siglo XIV.[7]

- Grúa de mástil: Algunas grúas de puerto se especializaron en montar mástiles a barcos durante su construcción, como por ejemplo en Danzig, Colonia y  Bremen.[7]

- Carretilla (hacia 1170): Muy útil en la construcción, minería, y agricultura. La primera evidencia literaria sobre el uso de carretillas se remonta a 1170 - 1250 en el noroeste de Europa. El primer dibujo de ellas es uno realizado por Matthew Paris a mediados del siglo XIII.

### Arte

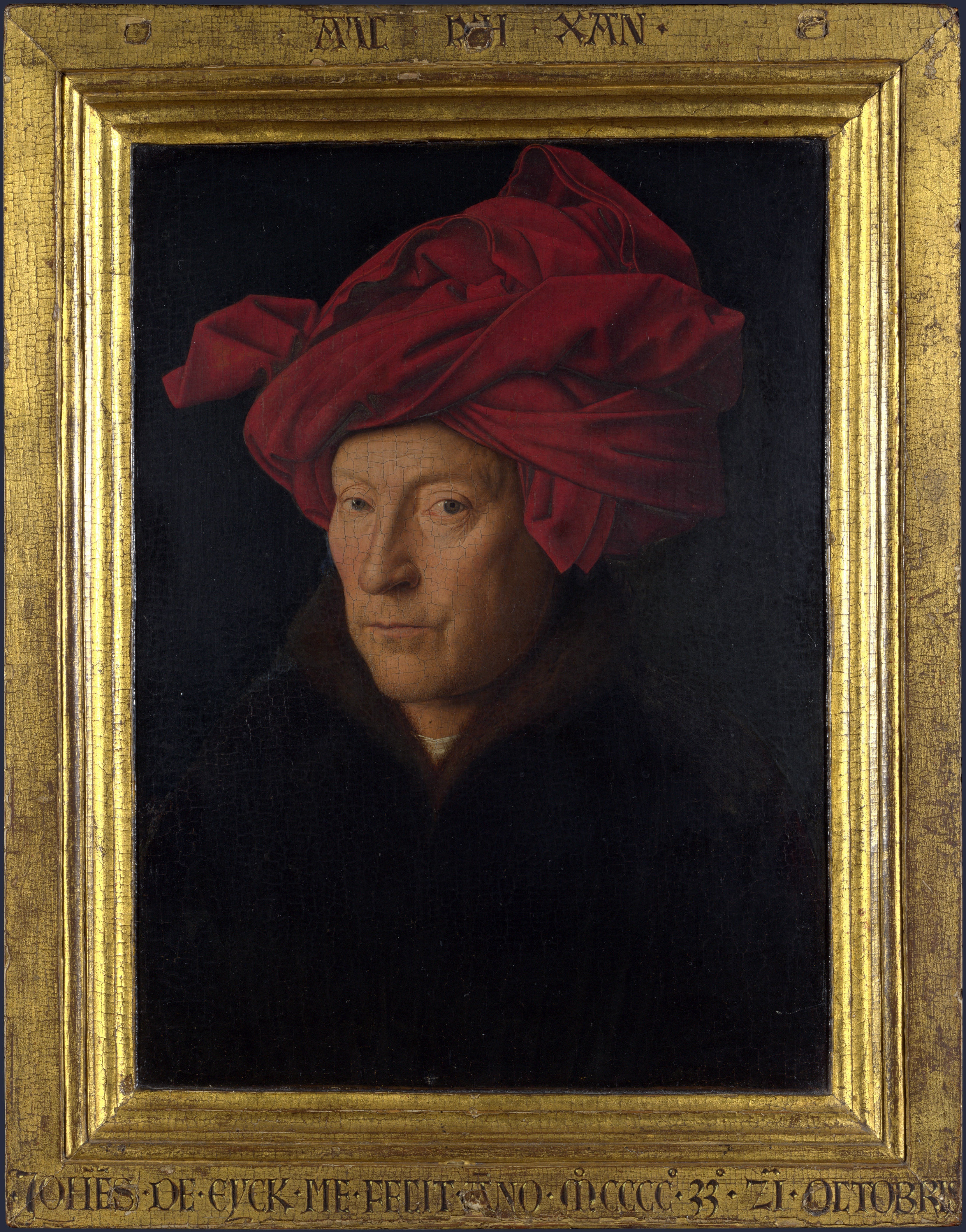
Retrato de hombre con turbante, pintura al óleo de Jan van Eyck (1433)

- Pintura al óleo (ca. 1410): Ya en el siglo XIII, el aceite se utilizaba para agregar detalles a pinturas realizadas con témpera. Se le reconoce al pintor flamenco Jan van Eyck hacia 1410 la creación de una mezcla de aceite que era estable.

### Relojes
- Reloj de arena (1338): Razonablemente confiable, barato y preciso para medir el tiempo. A diferencia del agua en una clepsidra, el flujo de arena es independiente de la profundidad de arena en el recipiente superior, además el instrumento no sufre posibilidad de congelación. Los relojes de arena son una invención medieval (su primera referencia documentada es de Siena, Italia).

- Relojes mecánicos (siglo XIII y XIV): Una innovación europea, los relojes accionados por pesos fueron principalmente utilizados en relojes de torres de los ayuntamientos.

### Mecánica
- Manivela compuesta: En 1335, el físico italiano Guido da Vigevano combinó en su Texaurus, una colección de máquinas de guerra cuyo propósito era reconquistar la Tierra Santa, dos manivelas simples de manera de obtener una manivela compuesta para impulsar en forma manual los carruajes de guerra y un barco de paletas. Los dispositivos eran incorporados directamente al eje del vehículo respectivo con los ejes que accionaban las ruedas de paleta.[9]

### Metalurgia
- Alto horno (1150-1350): El hierro fundido hace su aparición en Europa central (por ejemplo en Lapphyttan en Suecia, Dürstel en Suiza y el Märkische Sauerland en Alemania) hacia 1150,[10] y en ciertos sitios aún con anterioridad al 1100.[11] La técnica es considerado un desarrollo europeo independiente.[12]

### Molienda
- Molino para papel (siglo XIII): La primera evidencia certera de un molino para papel accionado por fuerza hidráulica se remonta a 1282, es difícil de asegurar su origen el cual podría ser en la fabricación de papel en China[13][14] o en el mundo musulmán.[15][16]

- Molino para laminación (siglo XV): Utilizado para producir láminas de metal de espesor uniforme. Inicialmente utilizado con metales maleables tales como el plomo, oro y estaño. Leonardo da Vinci describió una laminadora para hierro.

- Molino accionado por marea (siglo VI): Los primeros molinos accionados por la marea se han descubierto en la costa de Irlanda donde se conocían y utilizaban dos tipos principales de ruedas hidráulicas: un molino de marea del siglo VI en Killoteran cerca de Waterford era accionado por una rueda hidráulica vertical,[17] mientras que en la Little Island los cambios inducidos por las mareas eran utilizados mediante un molino provisto de una rueda horizontal (c. 630).[18][19] Otro ejemplo que se remonta a tiempos antiguos es el Nendrum Monastery mill del año 787 que se estima tuvo en su apogeo una potencia de 7–8 HP.[20][21]

- Molino de viento vertical (Años 1180): Inventado en Europa as the pivotable post mill, la primera mención disponible de uno proviene de Yorkshire en Inglaterra en 1185. Eficiente tanto para moler grano como para mover agua. Later also as the stationary tower mill.

- Martillo pilón accionado por agua (fines del siglo XII): Utilizado en metalurgia en el forjado de metal proveniente de hornos bajos de reducción directa y forjas catalanas. Remplazó al trabajo manual con mazas. Eventualmente fue desplazado por el steam hammers en el siglo XIX.

### Navegación
- Brújula seca (siglo XII): La primera mención a una brújula de dirección se encuentra en la obra On the Natures of Things de Alexander Neckam, escrita en París hacia el 1190.[22] Fue transmitida de China o los árabes o una innovación independiente europea. La brújula seca fue inventada en el Mediterráneo hacia el 1300.[23]

- Brújula astronómica (1269): El estudioso francés Pierre de Maricourt describe en su obra experimental Epístola de magnete (1269) tres diseños diferentes de brújulas que ha desarrollado para la observación astronómica.[24]

### Impresión, papel y lectura
- Imprenta de tipos móviles (años 1440): Inventada por Johannes Gutenberg. Utilizaba letras separadas (tipos) con los cuales se armaban las placas de impresión de páginas, lo cual significaba que los tipos podían ser reciclados y el armado de una página se podía realizar con mayor celeridad.
- Papel (siglo XIII): Inventado en China, fue trasmitido a través de la España islámica hacia Europa en el siglo XIII, donde se mecanizó el proceso de fabricación por medio de molinos hidráulicos y prensas.

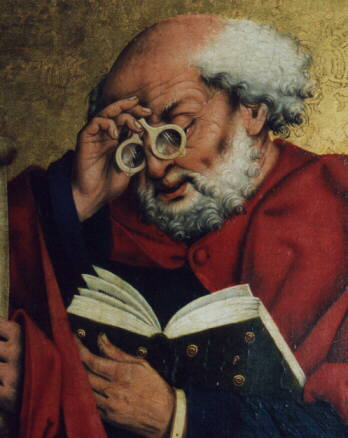
leyendo con anteojos (Alemania 1466).

- Anteojos (Años 1280): Los lentes convexos fueron una innovación europea. surgida en Florencia, Italia. Los lentes cóncavos no fueron desarrollados antes del siglo XV.
- Marca de agua (1282): Innovación medieval para marcar los productos del papel y desmotivar el falsificado. Fue introducido primero en Bolonia, Italia.

### Ciencia y conocimiento
- Numeración arábiga (siglo XIII): La primera mención de que se tengan registros en Europa se remonta al año 976. Fue publicada por primera vez en 1202 por Fibonacci en su Liber Abaci. pizza

- Universidad: Las primeras universidades medievales se fundaron entre el siglo XI y XIII dando lugar a un aumento del alfabetismo y el aprendizaje. Para el 1500, la institución se había difundido por Europa y desempeñó un rol clave en la Revolución científica. En la actualidad, el concepto educativo y la institución han sido ampliamente adoptadas globalmente.[25]

### Industria textil y vestimenta
- Botón (siglo XIII): Durante el siglo XIII en Alemania, hicieron su aparición los botones con ojales utilizados para ajustar o cerrar una vestimenta, en lo que es el método más conveniente antes de que fuera creado el cierre.[26]
- Telar horizontal (siglo XI)
- Seda (siglo VI): La elaboración de seda comenzó en Europa del Este en el siglo VI y en Europa Occidental en los siglos XI y XII. Importada desde la Antigüedad por la ruta de la seda. La tecnología fue perfeccionada en la Toscana durante el siglo XIII.
- Máquina de hilar (siglo XIII): Traída a Europa probablemente desde la India.

### Varios

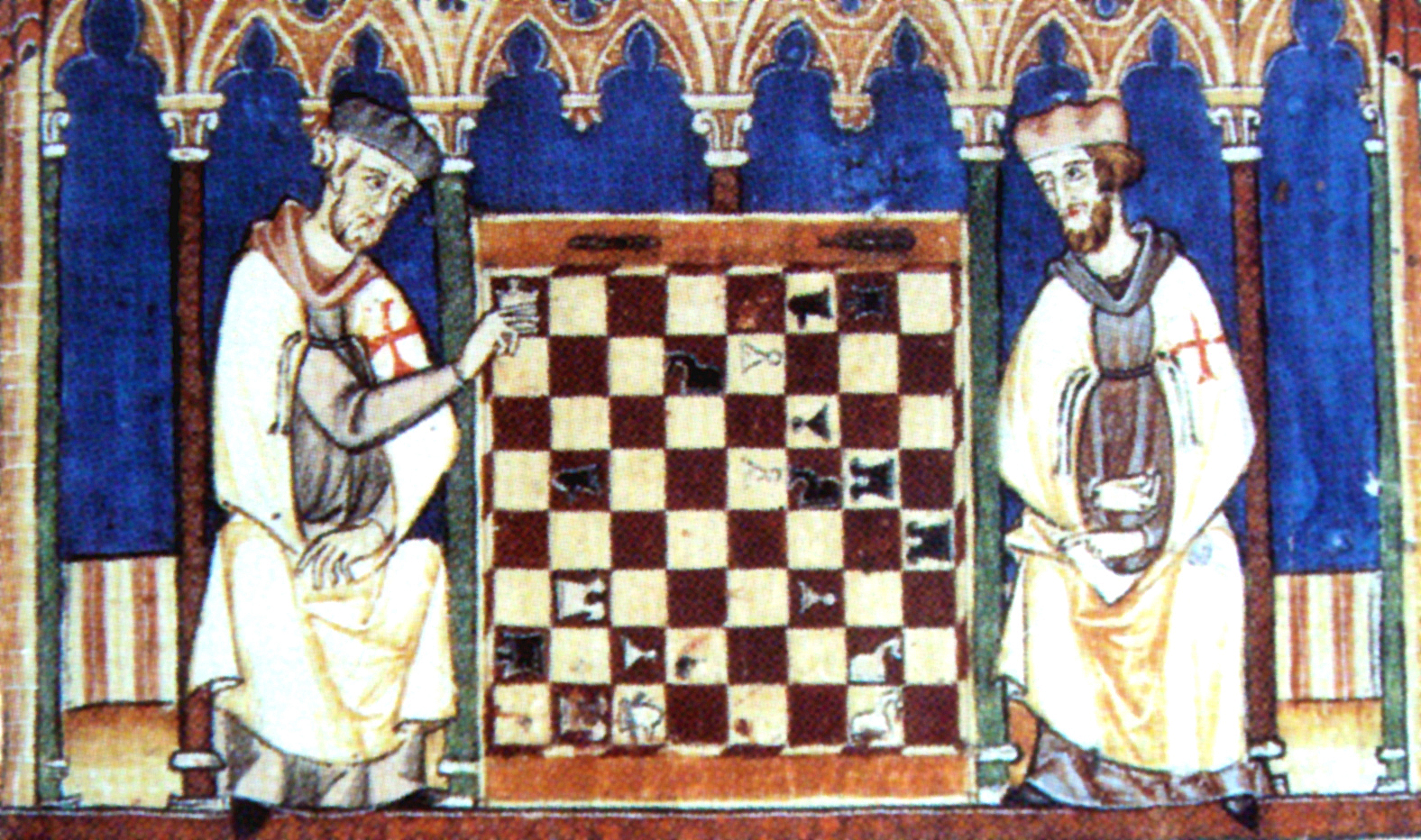
Caballero templario jugando al ajedrez, Libro de los juegos (1283)

- Ajedrez (1450): Los antecesores más antiguos del juego se originaron en el siglo VI en la India y viajaron a través de Persia y el mundo musulmán hasta Europa. Allí el juego evolucionó hasta tomar su forma actual en el siglo XV (véase Historia del ajedrez).

- Vidrio del bosque (ca. 1000): Tipo de vidrio fabricado a base de ceniza de madera y arena como materia prima y que se caracteriza por colores en el rango-verde-amarillento.

- Piedra para afilar (834): Una piedra basta por lo general de arenisca utilizada para afilar trozos de hierro. La primera piedra rotativa de afilar (girada con una manivela) se muestra en Utrecht Psalter, con ilustraciones que se remontan al 816 - 834.[27] Según Hägermann, el dibujo a tinta es una copia de un manuscrito antiguo.[28] Una segunda manivela colocada en el otro extremo del eje se puede observar en un grabado del Luttrell Psalter de 1340.[29]

- Licor (siglo XII): La destilación del alcohol por alquimistas islámicos, inicialmente utilizado como elixir medicinal. Remedio popular contra la Peste Negra durante el siglo XIV; desarrollo de bebidas "nacionales" tales como el vodka, gin y brandy.

- Imanes (siglo XII): La primera referencia se remonta al Roman d'Enéas, escrito entre 1155 y 1160.

- Espejos (1180): La primera referencia a un espejo de "vidrio" es de 1180 por Alexander Neckham que indica "Si se remueve el plomo que se encuentra detrás del vidrio entonces desaparece la imagen de la persona que está mirando."

- Atlas quirúrgico ilustrado (1345): Guido da Vigevano (ca. 1280−1349) fue el primer autor en incorporar ilustraciones a sus descripciones anatómicas. Su Anathomia posee figuras de estructuras neuro anatómicas y técnicas tales como la disección de la cabeza mediante trepanación, y dibujos de las meninges, cerebrum, y spinal cord.[30]

- Cuarentena (1377): Inicialmente un período de 40 días, la cuarentena fue introducida por la República de Ragusa como una medida de prevención contra la  Peste Negra. Posteriormente adoptada en Venecia desde donde su práctica se extendió por el resto de Europa.

- Trampa para ratones (hacia 1170): La primera mención de una trampa para cazar ratones se encuentra en el poema medieval Yvain, el Caballero del León por Chrétien de Troyes.

- Jabón (siglo IX): El uso de jabón en su forma semilíquida, alcanzó gran difusión en Europa durante el siglo IX, el jabón sólido fue perfeccionado por los árabes en el siglo XII.

## Tecnologías militares

### Caballería
- Montura (hacia 1050): Le permitía a los caballeros portar la lanza debajo del brazo y evitar que la carga se convirtiera en un giro no deseado. Esta innovación dio lugar al desarrollo de la caballería de alto impacto, al permitir a los caballeros cargar a pleno galope, con lo cual tenían un impacto superior al de los catafractos.

- Espuelas (siglo XI): Inventadas por los normandos, aparecen en forma coincidentes con las monturas. Permitían al caballero controlar su caballo con los pies en vez de con las manos, reemplazando el látigo y dejando libres los brazos. Las espuelas con rueditas ya se conocían desde el siglo XIII. Las espuelas doradas eran un símbolo destacado de los caballeros.

- Estribo (siglo VI): Inventado en el siglo IV por los nómadas de la estepa en lo que es actualmente Mongolia y el norte de China, su conocimiento fue transmitido hacia el oeste. Aparecieron en el Imperio bizantino en el siglo VI y en el Imperio carolingio en el siglo VIII. Permitían que el caballero montado manipulara su espada y peleara desde cierta distancia aumentando así la importancia de la caballería montada.

### Armas de proyectil
- Arco largo y la arquería disciplinada (siglo XIII): Con su alto poder de penetración y alta velocidad de recarga, el arco largo contribuyó a la desaparición de los caballeros medievales. Fue utilizado en forma muy eficaz por los ingleses contra la caballería francesa durante la guerra de los Cien Años (1337–1453).

- Arbalesta (finales del siglo XIV): esta innovación europea, fue acompañada por varios aditamentos para aumentar su poder destructivo. Con lo que las armas se convirtieron en las primeras ballestas mecánicas portátiles.

### Artillería mecánica
- Catapulta de contrapeso (siglo XII): Solo motorizadas por acción de la fuerza de gravedad, con su capacidad de lanzar grandes piedras a grandes distancias estas catapultas revolucionaron las técnicas medievales de asedio y la construcción de fortificaciones. Originarias del área en el este de la cuenca mediterránea, las catapultas con contrapeso fueron llevadas a los Estados cruzados hacia 1120, a Bizancio hacia 1130 y al oeste latino en la segunda mitad del siglo XI.[31]